# 许力功
许力功（1918年5月3日—2002年10月3日），一作许力工，出家时法名大昶，男，陕西榆林人，中国佛教居士，曾任中国佛教协会常务理事，陕西省佛教协会会长，第七届全国政协委员。